# Rhaphidophora fortis
Rhaphidophora fortis — вид квіткових рослин із родини Araceae, роду Rhaphidophora. Це ліана, рідним ареалом якої Папуа Нова Гвінея.